# Sindrome di fine millennio
Sindrome di fine millennio è l'unico album in studio del gruppo musicale italiano Uomini di Mare "Fabri Fibra e Dj Lato", pubblicato il 25 novembre 1999 dalla Teste Mobili Records e distribuito da Good Stuff. La data di uscita coincide con la data di nascita del rapper scomparso Joe Cassano, questo poiché l'album è interamente dedicato ad egli e alla sua memoria.

## Descrizione
Principalmente rap, Sindrome di fine millennio è caratterizzato da uno stile underground molto scarno. Le basi, composte da Lato, sono a ritmo lento, caratterizzate da melodie ricorrenti e costanti che rimangono nel sottofondo per fare emergere i lunghi e contorti testi.
Le canzoni affrontano temi abbastanza semplici e comuni, riguardanti anche la vita di Fabri Fibra e del fratello Nesly Rice.
Le partecipazioni al disco da parte di artisti emersi nella scena rap e hip hop di allora sono molteplici: El Presidente e DJ Inesha occupano la parte finale della prima traccia del disco, Chime Nadir e DJ Locca collaborano nella quarta traccia, Il domani è oggi, Nesly Rice collabora ai brani Teste mobili Pt. 1, Non dimentico e I sogni persi e Il turno di guardia, quest'ultimo brano presente anche nel demo Fitte da latte (1999). Figurano inoltre le collaborazioni di Joe Cassano, MC Word, Chime Nadir, Inoki, DJ Rudy B e Shezan Il Ragio.

## Accoglienza
Con il tempo, Sindrome di fine millennio ha acquisito un notevole successo di critica e oggi è considerato un disco culto ed un album storico nell'ambito del rap italiano, importante in particolare per la carriera successiva di Fabri Fibra che da questo album ha avuto la definitiva consacrazione.
L'interesse sorto per Sindrome di fine millennio dopo l'arrivo di Fibra alla notorietà, nonché la difficile reperibilità del disco originale, spinsero l'artista a prendere in considerazione una sua ripubblicazione, ma fu costretto a rinunciare a causa dei problemi di copyright derivanti dalla presenza di numerosi campioni non autorizzati di brani di altri artisti. Ad ogni modo, pur di renderlo disponibile ai fan, nel dicembre 2015 Fibra ha messo a disposizione l'album per il download gratuito attraverso il suo sito ufficiale.

## Tracce
1. Sindrome (feat. El Presidente & DJ Inesha) – 4:03
2. Dove sei – 3:37
3. Da che mondo è mondo – 4:26
4. Il domani è oggi (feat. Chime Nadir & DJ Locca) – 2:14
5. Teste mobili pt. 1 (feat. Nesly Rice, Joe Cassano & DJ Inesha) – 4:11
6. Gratta e gratta – 3:33
7. Non dimentico (feat. Nesly Rice) – 5:57
8. Lei che – 3:44
9. La monomania (feat. Word) – 3:31
10. Intorno al suono – 2:58
11. I sogni persi (feat. Nesly Rice) – 2:44
12. Entro il 2000 (feat. Inoki) – 3:19
13. Benvenuti nel violento (feat. Word & DJ Rudy B) – 3:54
14. Muffa ad etti (feat. Shezan Il Ragio) – 4:13
15. Il turno di guardia (feat. Nesly Rice) – 3:09
16. Vorrei – 3:14
17. Uno su 10 – 1:35
18. Verso altri lidi – 3:26